# Vanessa Veracruz
Vanessa Veracruz (sinh ngày 6 tháng 12 năm 1987 tại San Fernando Valley, California) là một nữ diễn viên và đạo diễn phim khiêu dâm người Mỹ. Cô chỉ đóng trong các cảnh solo và đồng tính nữ, nhưng tự nhận mình là người song tính luyến ái.

## Sự nghiệp

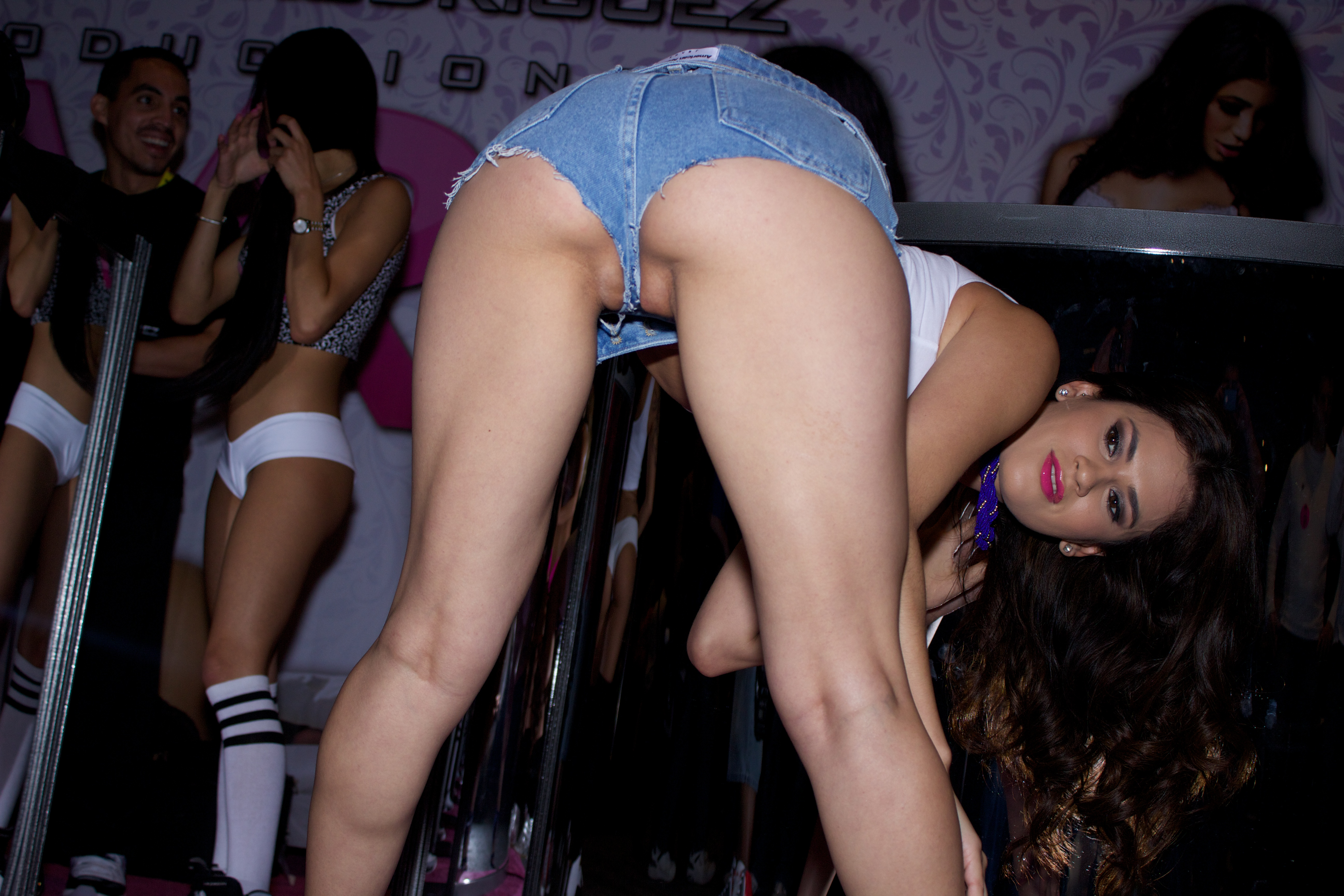
Vanessa Veracruz vào năm 2014.

Veracruz gia nhập ngành công nghiệp khiêu dâm vào năm 2011 để trang trải cho việc học ngành y tá. Vào tháng 4 năm 2012, cô đóng một vai trong phim Dani Daniels' Fantasy Girls do Dani Daniels đạo diễn. Năm 2014, Veracruz đạo diễn phim đầu tay Living on Fantasy Lane. Trong tháng 10 năm 2015, cô phát hành trang web riêng của cô. Đầu năm 2016, Veracruz đã được trao giải thưởng XBIZ - Girl/Girl Performer of the Year. Vào tháng 6 năm 2016, cô đóng cặp cùng Penny Pax trong bộ phim Lesbian Triangles 34. Vào tháng 7 năm 2016, đóng trong bộ phim Lesbian PsychDramas 22, trong đó cô đóng vai chính, và một vai khác trong tập trước đó, Lesbian PyschoDramas 21 – Messed Up!.
Tính đến năm 2019, Veracruz đã đóng 225 phim khiêu dâm và video khiêu dâm. Cô nhận một đề cử Top Lesbian Performer của Pornhub Awards năm 2019, một giải thưởng dựa trên dữ kiện từ Pornhub.

## Đời tư
Vanessa Veracruz từng làm quản lý một trung tâm xe cứu thương trong một thời gian dài trước khi bắt đầu tham gia đóng phim khiêu dâm.

## Phim
- 2011: Lesbian Stepsisters 1
- 2011: Slut-ber Party
- 2011: This Ain't American Chopper XXX
- 2011: Barely Legal 123
- 2012: Dani Daniels' Fantasy Girls
- 2012: Dirty Little Secrets
- 2012: Hot and Mean 4
- 2013: Chemistry 2
- 2013: Cuntry Pussy
- 2013: Dreams, Screams and Creams
- 2014: Between The Headlines: A Lesbian Porn Parody
- 2014: Girls Loving Girls: First Time Experience 7
- 2014: Sleepover 2
- 2015: Babes Illustrated: Girls in Lust
- 2015: The Business of Women
- 2015: Living on Fantasy Lane (Regie)
- 2016: Lesbian PsychDramas 21
- 2016: Lesbian PsychDramas 22
- 2016: DNA
- 2016: Lesbian Triangles 34

## Giải thưởng
Đề cử và Giải thưởng của Vanessa Veracruz:
| Năm  | Giải        | Hạng mục                        | Việc                                                      | Kết quả |
| ---- | ----------- | ------------------------------- | --------------------------------------------------------- | ------- |
| 2013 | AVN Award   | Best Solo Sex Scene             | Dirty Little Secrets                                      | Đề cử   |
| 2013 | Sex Award   | Sexiest Adult Star              |                                                           | Đề cử   |
| 2014 | Fanny Award | Ethnic Performer of the Year    |                                                           | Đề cử   |
| 2015 | AVN Award   | Fan Award: Best Boobs           |                                                           | Đề cử   |
| 2015 | AVN Award   | All-Girl Performer of the Year  |                                                           | Đề cử   |
| 2015 | XBIZ Award  | Girl/Girl Performer of the Year |                                                           | Đề cử   |
| 2016 | XBIZ Award  | Girl/Girl Performer of the Year | Đoạt giải                                                 |         |
| 2016 | XBIZ Award  | Best Actress - All-Girl Release | The Business of Women                                     | Đề cử   |
| 2016 | AVN Award   | Best All-Girl Group Sex Scene   | The Business of Women (với Shyla Jennings và Abigail Mac) | Đề cử   |
| 2016 | AVN Award   | All-Girl Performer of the Year  |                                                           | Đề cử   |
| 2016 | XRCO Award  | Best Lesbian Performer          |                                                           | Đề cử   |